# A Scene at the Sea (bande originale)
Albums de Joe Hisaishi
Universe Within I: Human Body I 魔女の宅急便
ヴォーカルアルバム
(Majo no Takkyubin
Vocal Album)
A Scene at the Sea est un film de Takeshi Kitano dont la bande originale a été composée par Joe Hisaishi en 1991,. C'est la première fois que le réalisateur fait appel à ce compositeur déjà connu au Japon pour signer la musique des films de Hayao Miyazaki.

## Titres
| 1.    | Silent Love (Main Theme)             | 6:51 |
| 2.    | Clifside Waltz                       | 3:59 |
| 3.    | Island Song                          | 3:39 |
| 4.    | Silent Love (In Search of Something) | 1:09 |
| 5.    | Bus Stop                             | 5:10 |
| 6.    | While At Work                        | 1:23 |
| 7.    | Clifside Waltz II                    | 3:44 |
| 8.    | Solitude                             | 1:12 |
| 9.    | Melody of Love                       | 1:41 |
| 10.   | Silent Love (Forever)                | 3:30 |
| 11.   | Alone                                | 1:05 |
| 12.   | Next Is My Turn                      | 0:45 |
| 13.   | Wave Cruising                        | 4:02 |
| 14.   | Clifside Waltz III                   | 3:40 |
| 41:50 |                                      |      |